# 왕시 (남연)
왕시(王始, ? ~ 403년)는 오호 십육국 시대 남연의 반란 지도자로, 연주 태산군 내무현(萊蕪縣) 사람이다. 요술로 대중들을 현혹시켜, 이에 넘어간 사람들이 수천 명에 이르렀다.

## 행적
건평 4년(403년) 4월, 태산 내무곡(萊蕪谷)에서 수만 명의 무리를 모아 반란을 일으켜 태평황제(太平皇帝)를 자칭하고, 공경(公卿)들과 백관들을 설치하여 임명하는 한편 자신의 아버지 왕고(王固)에게 태상황의 존호를 올리고, 형 왕림(王林)을 정동장군(征東將軍)에, 아우 왕태(王泰)를 정서장군(征西將軍)에 각각 임명하였다. 이에 남연의 황제 모용비덕(헌무제)은 거기장군 계양왕 모용진(慕容鎭)을 보내어 왕시를 토벌하고 그를 사로잡아 도성 저잣거리에서 참수하였다. 사형이 집행될 즈음에 사람들이 모두 그를 욕하며 말하였다.
| “ | 어찌하여 요망한 짓을 저질러 멸문지화를 자초하였느냐? | ” |

또, 어떤 자는 이렇게 물었다.
| “ | 당신의 부모형제는 모두 지금 어느 곳에 있는가? | ” |

왕시가 말하였다.
| “ | 태상황(아버지 왕고)께서는 밖으로 몽진(蒙塵)하셨으며, 정동장군(형 왕림)과 정서장군(아우 왕태)은 반란군들에게 해를 당하고 나 혼자만 살아남아, 의지할 사람이 없었소. | ” |

그러자 왕시의 처 조(趙)씨가 화를 내며 말하였다.
| “ | 당신, 입 좀 닥치시오! 그 입 때문에 이 지경에까지 이르렀는데, 어찌하여 죽음을 앞두면서도 그 따위 미친 소리를 지껄이는 것이오? | ” |

왕시가 말하였다.
| “ | 황후(처 조씨)는 천명이 무엇인지도 모르시는구려. 어찌 예로부터 파탄나지 않은 가정과 멸망하지 않은 나라가 있단 말이오? | ” |

이에 사형을 집행하는 관리가 칼자루의 고리로 왕시를 툭 치자, 왕시는 그 집행관을 쳐다보며 말하였다.
| “ | 짐은 곧 붕(崩; 황제의 죽음)할지언정 황제의 칭호는 마지막까지 바꿀 수 없다! | ” |

헌무제는 이를 듣고는 왕시를 비웃으며 측근들에게 이렇게 말하였다.
| “ | 사람들을 미혹시킨 놈이 죽어가면서도 미친 소리를 지껄여대니, 어찌 죽이지 않을 수 있겠는가? | ” |